# Твожиміркі (Нижньосілезьке воєводство)
Твожиміркі (пол. Tworzymirki) — село в Польщі, у гміні Мілич Мілицького повіту Нижньосілезького воєводства.
Населення — 133 особи (2011).
У 1975—1998 роках село належало до Вроцлавського воєводства.

## Демографія
Демографічна структура станом на 31 березня 2011 року:
|          | Загалом | Допрацездатний вік | Працездатний вік | Постпрацездатний вік |
| -------- | ------- | ------------------ | ---------------- | -------------------- |
| Чоловіки | 62      | 27                 | 31               | 4                    |
| Жінки    | 71      | 23                 | 40               | 8                    |
| Разом    | 133     | 50                 | 71               | 12                   |